# Dobles cordes
En interpretació musical, dobles cordes es refereix a la tècnica de tocar dues notes alhora en un instrument de corda com un violí, una viola, un violoncel, o un contrabaix. En interpretar una doble corda, dues cordes alhora són fregades o premudes (puntejades) de manera simultània.

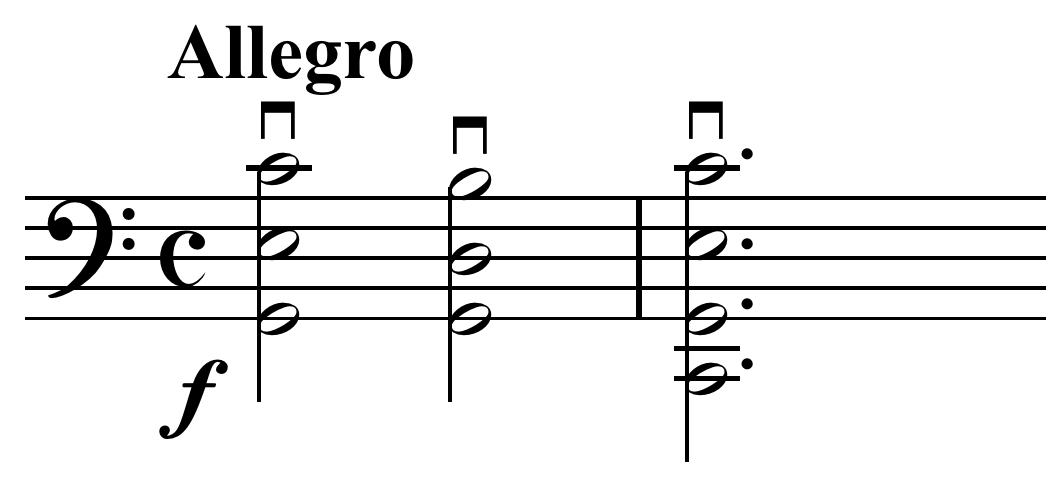
Exemple: Notació de doble corda per part dels violoncel·listes a l'obertura

Pot tocar-se tant amb posicions com amb la corda a l'aire. Triples cordes és la mateixa tècnica però aplicada a tres cordes i quàdruples cordes s'aplica a les quatre cordes.
Exemples de dobles cordes apareixen per primera vegada de manera notable en el Capriccio Stravagante de Carlo Farina compost el 1627, i en algunes de les sonates de l'op. 8 de Biagio Marini de 1629.

## Amb l'arc
En els instruments amb un pont corbat, és difícil tocar amb l'arc més de dues cordes simultàniament. Els primers tractats deixen clar que els compositors no s'esperen que es toquen les tres notes alhora, fins i tot malgrat que les notes estiguen escrites de manera que suggerisquen això. Tocar les quatre cordes alhora és virtualment impossible. La forma normal de tocar concordes de tres o quatre és tocar de forma arpegiada les notes deixant sonar les més greus i passant a les més agudes (acord trencat). Això dona la il·lusió que s'han tocat alhora. En forte, no obstant això, és possible tocar tres notes alhora, especialment quan es toquen prop del diapasó. Amb aquesta tècnica cal tocar amb l'arc amb més pressió de l'habitual, per la qual cosa no pot aconseguir-se en passatges en piano. Aquesta tècnica s'utilitza principalment en música de gran intensitat sonora, com en la cadenza de l'últim moviment del concert per a violí i orquestra de Txaikovski.

## Notació
En acords sostinguts de tres o quatre notes, la nota superior o les dues notes superiors se sostenen després de tocar les notes greus com appoggiatura. A vegades el cap de la nota (part de la nota sense la plica) per a les notes més baixes s'emplenen per a mostrar que són de curta durada, mentre que el cap de la nota per a les notes que quedaran sostingudes queden oberts. Aquesta notació es produeix, per exemple, en l'inici del quart moviment de la Cinquena simfonia de Beethoven.
Les notes simultànies en una part individual per a una secció de cordes pot tocar-se amb dobles cordes o les notes individuals poden distribuir-se entre diferents músics de la secció. Si vol perseguir-se l'últim se sol escriure divisi o div. sobre el pentagrama.